# Vipio
Vipio är ett släkte av steklar som beskrevs av Pierre André Latreille 1805. Vipio ingår i familjen bracksteklar.

## Dottertaxa tillVipio, i alfabetisk ordning[1][2]
- Vipio abdelkader
- Vipio alpi
- Vipio andrieui
- Vipio angaricus
- Vipio annulipes
- Vipio appellator
- Vipio belfragei
- Vipio bicarinatus
- Vipio bimaculator
- Vipio borneanus
- Vipio carnifex
- Vipio catenulatus
- Vipio cinctellus
- Vipio croceus
- Vipio deplanator
- Vipio dorsimacula
- Vipio falcoi
- Vipio fenestratus
- Vipio fiebrigi
- Vipio filicaudis
- Vipio forticarinatus
- Vipio foveifrons
- Vipio fumipennis
- Vipio galea
- Vipio gracilis
- Vipio humerator
- Vipio illusor
- Vipio indecisus
- Vipio infortunatus
- Vipio insectator
- Vipio intermedius
- Vipio kaszabi
- Vipio lalapasaensis
- Vipio longicauda
- Vipio longicaudis
- Vipio longicollis
- Vipio longipalpus
- Vipio maculiceps
- Vipio melanocephalus
- Vipio mexicanus
- Vipio michaelseni
- Vipio mlokossewiczi
- Vipio modestus
- Vipio moneilemae
- Vipio mongolicus
- Vipio mundator
- Vipio natalensis
- Vipio nigripalpis
- Vipio nigritus
- Vipio nigronotatus
- Vipio nitidus
- Vipio nomas
- Vipio nomioides
- Vipio ocreatus
- Vipio paraguayensis
- Vipio piceipectus
- Vipio quadrirugulosus
- Vipio quinquemaculatus
- Vipio radiatulus
- Vipio rugator
- Vipio sareptanus
- Vipio scaber
- Vipio schwarzii
- Vipio scutum
- Vipio semistriatus
- Vipio sexfoveatus
- Vipio sexmaculatus
- Vipio shawi
- Vipio shestakovi
- Vipio signifer
- Vipio simulator
- Vipio spilocephalus
- Vipio spilogaster
- Vipio stictonotus
- Vipio strigator
- Vipio striolatus
- Vipio tentator
- Vipio tenuistriatus
- Vipio terrefactor
- Vipio texanus
- Vipio tinctipennis
- Vipio trimaculatus
- Vipio walkeri
- Vipio xanthurus